# Auston Trusty
Auston Levi-Jesaiah Trusty (Media, Pensilvania, Estados Unidos, 12 de agosto de 1998) es un futbolista estadounidense. Juega de defensa y su equipo es el Celtic F. C. de la Scottish Premiership.

## Trayectoria
Nacido en Media, Pensilvania, Trusty entró a las inferiores del Philadelphia Union en 2011 y se unió al equipo reserva del club en la USL, el Bethlehem Steel, en 2016. Debutó con el Bethlehem el 10 de abril en la derrota por 0-4 ante el New York Red Bulls II.
El 10 de agosto de 2016 fichó por el Philadelphia Union como jugador de cantera. Debutó tiempo después, el 3 de marzo de 2018 en la primera fecha de la MLS contra el New England Revolution.
El 20 de noviembre de 2019 fue intercambiado al Colorado Rapids. Debutó en su nuevo club el 17 de julio de 2020 contra el Sporting Kansas City en la MLS is Back. Renovó su contrato con el club en diciembre de ese año hasta el 2023.

### Inglaterra
El 31 de enero de 2022 fichó por el Arsenal F. C. de la Premier League, aunque seguiría jugando a préstamo en el Colorado Rapids el resto de la temporada 2022. Sin embargo, el 15 de julio se marchó a Inglaterra y fue enviado a préstamo al Birmingham City F. C. de la EFL Championship. Tras esta cesión fichó por el Sheffield United F. C. con el que firmó por cuatro años. En el primero de ellos jugó 32 partidos en la Premier League y al inicio del segundo fue traspasado al Celtic F. C.

## Selección nacional
Trusty fue internacional en categorías inferiores por los Estados Unidos. Formó parte del equipo campeón del Campeonato Sub-20 de la Concacaf de 2017. Fue citado a la Copa Mundial de Fútbol Sub-20 de 2017 por Tab Ramos en reemplazo del lesionado Marlon Fossey.
Recibió su primera llamada a la selección de Estados Unidos en diciembre de 2018. Para debutar tuvo que esperar al 24 de marzo de 2023 en un encuentro de la Liga de Naciones de la Concacaf 2022-23 ante Granada.

## Estadísticas
Actualizado al último partido disputado el 14 de mayo de 2025.
| Club | Div.          | Temporada     | Liga(1) | Liga(1) | Copas nacionales(2) | Copas nacionales(2) | Copas internacionales(3) | Copas internacionales(3) | Total | Total |
| Club | Div.          | Temporada     | Part.   | Goles   | Part.               | Goles               | Part.                    | Goles                    | Part. | Goles |
| --- | ------------- | ------------- | ------- | ------- | ------------------- | ------------------- | ------------------------ | ------------------------ | ----- | ----- |
| Bethlehem Steel Estados Unidos | 2.ª           | 2016          | 19      | 0       | ―                   | ―                   | ―                        | ―                        | 19    | 0     |
| Bethlehem Steel Estados Unidos | 2.ª           | 2017          | 25      | 0       | 0                   | 0                   | ―                        | ―                        | 25    | 0     |
| Bethlehem Steel Estados Unidos | Total club    | Total club    | 44      | 0       | 0                   | 0                   | 0                        | 0                        | 44    | 0     |
| Philadelphia Union Estados Unidos | 1.ª           | 2018          | 35      | 1       | 5                   | 0                   | 0                        | 0                        | 40    | 1     |
| Philadelphia Union Estados Unidos | 1.ª           | 2019          | 22      | 1       | 0                   | 0                   | ―                        | ―                        | 22    | 1     |
| Philadelphia Union Estados Unidos | Total club    | Total club    | 57      | 2       | 5                   | 0                   | 0                        | 0                        | 62    | 2     |
| Colorado Rapids Estados Unidos | 1.ª           | 2020          | 8       | 0       | 0                   | 0                   | ―                        | ―                        | 8     | 0     |
| Colorado Rapids Estados Unidos | 1.ª           | 2021          | 34      | 1       | 0                   | 0                   | 0                        | 0                        | 34    | 1     |
| Colorado Rapids Estados Unidos | 1.ª           | 2022          | 16      | 0       | 1                   | 0                   | 2                        | 0                        | 19    | 0     |
| Colorado Rapids Estados Unidos | Total club    | Total club    | 58      | 1       | 1                   | 0                   | 2                        | 0                        | 61    | 1     |
| Birmingham City F. C. Inglaterra | 2.ª           | 2022-23       | 44      | 4       | 4                   | 0                   | ―                        | ―                        | 48    | 4     |
| Birmingham City F. C. Inglaterra | Total club    | Total club    | 44      | 4       | 4                   | 0                   | 0                        | 0                        | 48    | 4     |
| Sheffield United F. C. Inglaterra | 1.ª           | 2023-24       | 32      | 0       | 2                   | 0                   | ―                        | ―                        | 34    | 0     |
| Sheffield United F. C. Inglaterra | 2.ª           | 2024-25       | 1       | 0       | 2                   | 1                   | ―                        | ―                        | 3     | 1     |
| Sheffield United F. C. Inglaterra | Total club    | Total club    | 33      | 0       | 4                   | 1                   | 0                        | 0                        | 37    | 1     |
| Celtic F. C. Escocia | 1.ª           | 2024-25       | 22      | 1       | 5                   | 0                   | 10                       | 0                        | 37    | 1     |
| Celtic F. C. Escocia | Total club    | Total club    | 22      | 1       | 5                   | 0                   | 10                       | 0                        | 37    | 1     |
| Total carrera | Total carrera | Total carrera | 258     | 8       | 19                  | 1                   | 12                       | 0                        | 289   | 9     |
| (1) Incluye datos de los playoffs de la USL y la MLS. (2) Incluye datos de la US Open Cup, la FA Cup, la Copa de la Liga de Inglaterra, la Copa de Escocia y la Copa de la Liga de Escocia. (3) Incluye datos de la Liga de Campeones de la Concacaf y Liga de Campeones de la UEFA. |               |               |         |         |                     |                     |                          |                          |       |       |

## Palmarés

### Títulos nacionales
| Título                     | Club         | País    | Año  |
| -------------------------- | ------------ | ------- | ---- |
| Copa de la Liga de Escocia | Celtic F. C. | Escocia | 2025 |
| Scottish Premiership       | Celtic F. C. | Escocia | 2025 |

### Títulos internacionales
| Título                           | Equipo                             | Sede           | Año  |
| -------------------------------- | ---------------------------------- | -------------- | ---- |
| Campeonato Sub-20 de la Concacaf | Selección sub-20 de Estados Unidos | Costa Rica     | 2017 |
| Liga de Naciones de la Concacaf  | Selección de Estados Unidos        | Estados Unidos | 2023 |